# Леонович Борис Миколайович
Борис Миколайович Леонович (12 березня 1912, місто Миколаїв, тепер Миколаївської області — 8 травня 1988, місто Гребінка Полтавської області) — український радянський діяч, залізничник, інженер шляхів сполучення, начальник локомотивного депо станції Гребінка Південної залізниці Полтавської області. Депутат Верховної Ради СРСР 8-го скликання.

## Біографія
Народився в родині робітника-залізничника. Закінчив семирічну школу, а в 1931 році — Миколаївський технікум залізничного транспорту.
У 1931—1934 роках — машиніст паровозного депо станції Миколаєва, машиніст пасажирських поїздів, машиніст-інструктор.
У 1934—1937 роках — служба в Червоній армії.
У 1937—1939 роках — машиніст паровозного депо Києва.
З 1939 по 1941 рік працював майстром цеху, приймальником паровозів, заступником начальника депо станції Коростень Південно-Західної залізниці.
Член ВКП(б) з 1940 року.
Під час німецько-радянської війни з 1941 по 1943 рік працював майстром паровозного депо станції Картали Південно-Уральської залізниці, уповноваженим Міністерства шляхів сполучення СРСР по збору евакуйованих паровозів, заступником начальника депо станції Джезказган Карагандинської залізниці, на Молотовській і Омській залізницях.
У 1943—1950 роках — начальник паровозного депо станції Коростень Південно-Західної залізниці Житомирської області.
У 1950—1976 роках — начальник паровозного (потім — локомотивного) депо станції Гребінка Південної залізниці Полтавської області.
У 1967 році без відриву від виробництва закінчив Харківський інститут інженерів залізничного транспорту.

## Звання
- інженер-майор тяги

## Нагороди
- орден Леніна (1966)
- два ордени Трудового Червоного Прапора (1959,)
- орден Вітчизняної війни І ст. (18.05.1945)
- медалі
- знак «Почесному залізничнику»
- знак «Відмінний паровозник»
- значок «Ударнику сталінського призову»
- Державна премія СРСР (1969)